# Torà
Cet article possède un paronyme, voir Tora.
Torà est une commune de la comarque de la Solsonès dans la province de Lérida en Catalogne (Espagne).

## Histoire
S'y déroula en 1006, la célèbre Bataille de Torà tournant marquant de la Reconquista